# Dominans (mennesker)
 Denne artikel omhandler Dominans (mennesker). For andre betydninger af dominans, se Dominans.
Dominans er i sociologisk teori et begreb, der er nært beslægtet med direkte magt, dvs. en persons evne til at afholde en anden person fra at gennemføre sin vilje. I politisk teori kan begrebet både referere til personers indbyrdes relationer og til systemforhold. Det systemelement, der er vigtigst, omtales her som dominant. I international politik omtales fx staters dominans over andre stater.  Marxistisk teori antager bl.a., at økonomien har dominans over politikken. Pierre Bourdieu anvender begrebet om den symbolske vold, som er indbygget i den sociale konstruktion, hvor forholdet mellem kønnene immanent er defineret. I Bourdieus anvendelse af begrebet er dominans ikke noget, der direkte udøves, men noget bagvedliggende, en relation.
"Det er fuldstændigt illusorisk at tro , at den symbolske vold kan besejres alene ved bevidsthedens og viljens våben, for dens virkninger og betingelserne for dens virkningsfuldhed er varigt indskrevne i kroppens inderste i form af dispositioner." 

## Eksterne links
- Den maskuline frigørelse - Man kan sagtens være ideologisk feminist og praktiserende mandschauvinist på samme tid - det viser Pierre Bourdieus 'Den maskuline dominans' Information 8. marts 2007